# برد (شاعر)

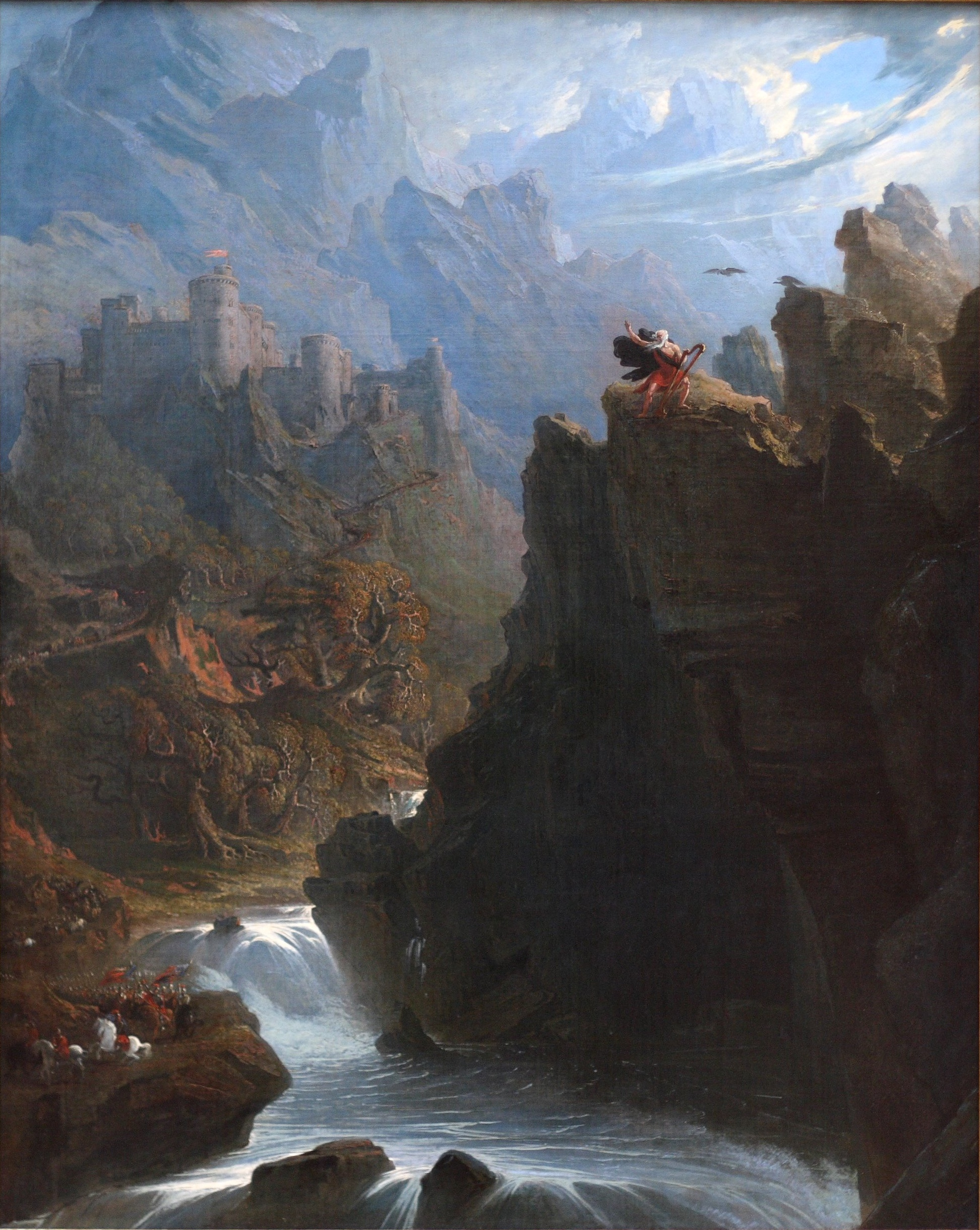
البَرد (ق. 1817) بواسطة جون مَرتِن

البَرْد في الثقافات السلتية هو راوي قصة محترف وصانع شعر ومؤلف موسيقى ومؤرخ شفهي وعالم أنساب يعمل من قبل راعي (مثل العاهل أو الزعيم) لإحياء ذكرى واحد أو أكثر من أسلاف الراعي ومدح الراعي. الأنشطة الخاصة.
مع تراجع التقاليد البردية الحية في العصر الحديث قُلِّل معنى المصطلح ليعني المنشد أو المؤلف العام (خاصةً المشهور). على سبيل المثال ، يُعرف وِليَم شكسبير وروبندرانات طاغور على التوالي باسم "بَرد أفون" (أو البَرْد) و "بَرد البنغال".   تحول البَرد في إسكتلندا في القرن السادس عشر إلى مصطلح ازدرائي للموسيقي المتجول. ثم أضاف الطابعَ الرومانسي عليها لاحقًا وَلتر إسكُت (1771-1832). 